# チェルシー (ファッションモデル)
チェルシー(Chelsea)（チェルシー・1989年7月10日 - ）は、アメリカ合衆国アトランタ出身の女性ファッションモデル。エイベックス・マネジメント所属。
アメリカ人と日本人のハーフである。

## 出演

### テレビ
- 女の子宣言! アゲぽよTV （アゲぽよガールズ4期生）

### ショー
- 東京コレクション2013 (Mercedes-Benz Fashion Week Tokyo 2013 S/S) ブランド: et momonakia

### モデル
- ROJITA
- titty&co

### PV
- KETTLES 「約束は覚えてる」（2012年）
- killing Boy 「you and me ,pills」（2012年）